# Ancud, Chile
Ancud este o oraș și comună din provincia Chiloé, regiunea Los Lagos, Chile, cu o populație de 40.819 locuitori (2012) și o suprafață de 1252,4 km2.